# Confederazione Generale Italiana del Lavoro
La Confederazione Generale Italiana del Lavoro (CGIL) è un sindacato italiano.
Fondato a Roma nel 1944, è la più antica organizzazione del lavoro esistente in Italia ed è ideale continuazione della preesistente Confederazione Generale del Lavoro, fondata nel 1906 e sciolta forzosamente dal fascismo.
Sindacato ideologicamente socialista, in passato con due forti componenti interne, una legata al Partito Comunista Italiano e l'altra al Partito Socialista Italiano, è il soggetto più rappresentativo per numero di iscritti del panorama italiano delle relazioni tra industriali e lavoratori.
Nel 1948 e nel 1950, da due sue scissioni interne, nacquero rispettivamente la CISL e  la UIL.

## Storia

### Il patto di Roma e la CGIL unitaria

I vertici della CGIL unitaria Oreste Lizzadri (PSI), Achille Grandi (DC) e Giuseppe Di Vittorio (PCI) nel 1945.

Durante il ventennio fascista le forze sindacali non autorizzate sopravvissero clandestinamente sotto la guida dell'esule socialista Bruno Buozzi.
Dopo la forzata sospensione delle attività, il sindacato fu ricostituito unitariamente con il Patto di Roma. Il 9 giugno 1944, con l'Italia del Nord ancora occupata dai nazifascisti, il Patto fu firmato da Giuseppe Di Vittorio per il PCI, Achille Grandi per la DC ed Emilio Canevari per il PSI. Quest'ultimo sostituì Bruno Buozzi ucciso dai nazisti: per onorarne la memoria, sul testo del Patto fu apposta la data del 3 giugno 1944, che si riteneva inizialmente fosse stato l'ultimo giorno di vita di Buozzi.
Con il Patto si costituì un unico organismo sindacale su tutto il territorio nazionale, a differenza della situazione precedente, rappresentante degli interessi di tutti i lavoratori senza distinzione di fede politica o religiosa. Tutte le correnti la comunista, socialista e cattolica convivevano sotto lo stesso tetto in nome dell'unione di tutti i lavoratori e della lotta antifascista da attuarsi in stretto legame con il CLN. Nacque così la cosiddetta CGIL unitaria, radice comune delle future confederazioni CGIL, CISL e UIL.
Nella CGIL di Di Vittorio, Vittorio Foa fu dal 1948 vicesegretario responsabile dell'Ufficio Studi, e nel 1955 fu segretario nazionale della FIOM. Ebreo, Padre Costituente e storico, fu dirigente del PSIUP e del Partito di Unità Proletaria

### Il secondo dopoguerra

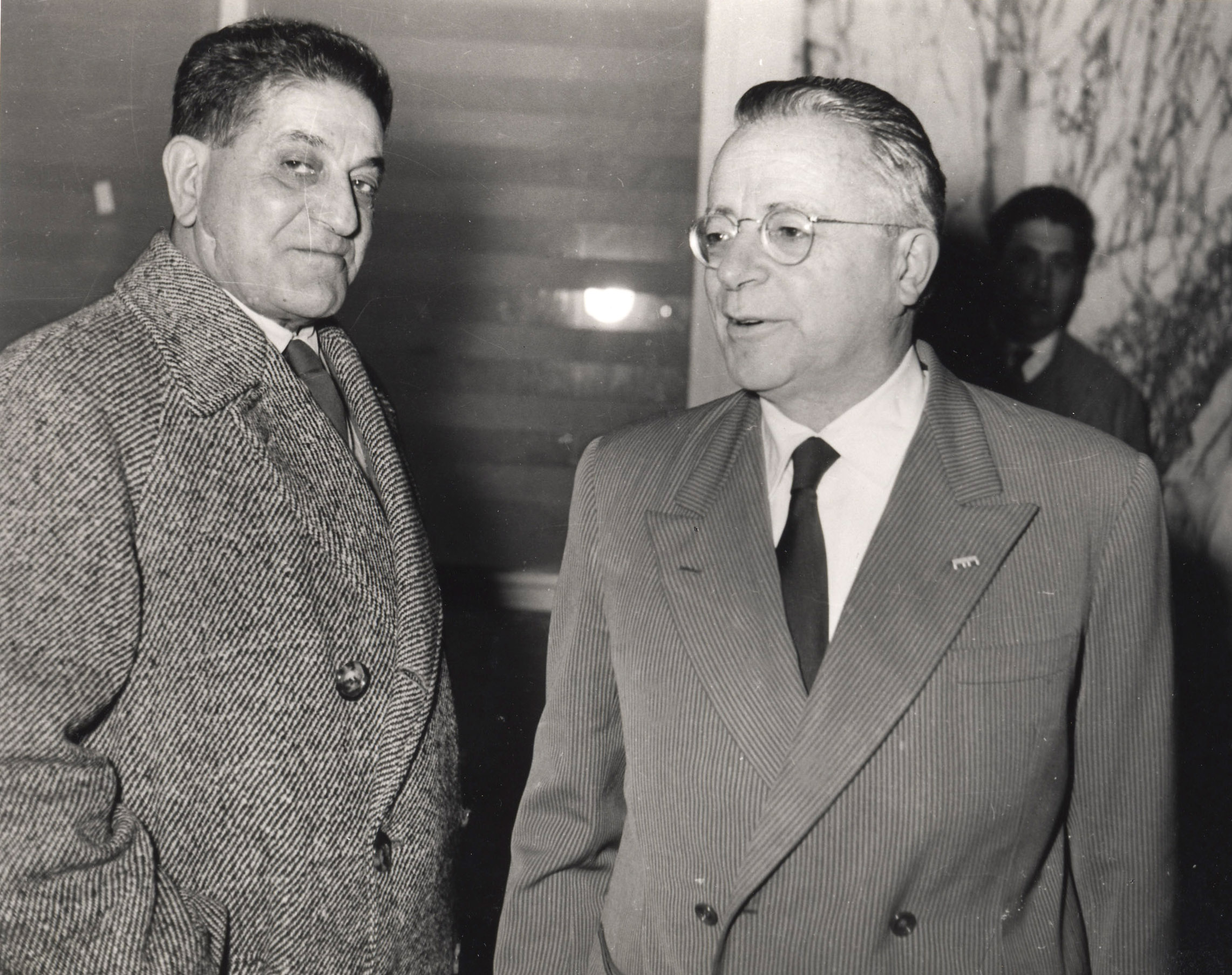
Il segretario Giuseppe Di Vittorio (a sinistra) con il leader PCI Palmiro Togliatti

L'attentato a Palmiro Togliatti del 1948 costituì l'occasione per una scissione e per la nascita di CISL e UIL (1950). La scissione, promossa da sindacalisti cattolici democratici guidati da Giulio Pastore, futuro leader della CISL, era dovuta al fatto che nella CGIL, sin dai primi mesi dopo la sua ricostituzione, avevano iniziato a prevalere orientamenti politici di carattere socialista e comunista, orientati più verso il PCI ed il PSI che verso gli altri partiti politici. In particolare, la storia della CGIL nel secondo dopoguerra sarà segnata dai contrasti tra le sue due componenti interne, la maggioranza comunista, più vicina alle posizioni dell'URSS, e la minoranza socialista, che riscopre una fascinazione per la dimensione occidentale.
Durante il IV Governo De Gasperi, la tensione tra la CGIL e il governo si accentuò, in particolare con la presentazione, da parte del sindacato ormai filo-marxista, del cosiddetto "Programma Minimo", un piano di massiccio intervento statale nell'economia che avrebbe dovuto condurre a ingenti distribuzioni di beni a tutta la popolazione. Il Programma fu tuttavia rifiutato dal Governo, sulla base dei calcoli analitici della Ragioneria generale dello Stato che stimavano, per quell'intervento, la necessità di risorse finanziarie superiori alla metà del reddito nazionale totale.
Questi sono gli anni in cui si va delineando quella prima frattura tra componenti all'interno del sindacato, che avrà la sua eco soprattutto nella politica internazionale della CGIL. L'invasione di Budapest, da parte delle forze del patto di Varsavia, crea una grossa spaccatura all'interno dell'area frontista italiana. Se il PSI di Nenni condanna fermamente i fatti di Ungheria, il PCI appoggia l'operato di Mosca. La CGIL si trova quindi di fronte ad un bivio ideologico, a cui il segretario Giuseppe Di Vittorio risponde inizialmente condannando l'intervento sovietico ma è costretto a una ritrattazione. Molti funzionari rassegnano le dimissioni e il numero degli iscritti cala di 1 milione dal 1955 al 1958. La componente socialista della CGIL è sottoposta a pressanti inviti alla scissione, che però vengono respinti. Sebbene la pressione del PCI fu forte abbastanza da comportare una ritrattazione da parte della segreteria, i fatti di Ungheria stabilirono un primo distacco tra partito e sindacato. Distacco segnato da quanto uscì dal comitato direttivo del 20 novembre 1956 dove si riaffermava il diritto a rendere pubblico il dissenso interno alla CGIL, di fatto aprendo la strada alla piena autonomia sindacale dal partito.

### Anni '70

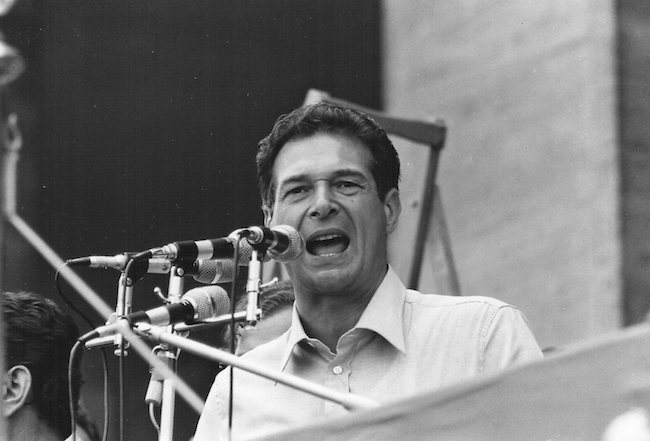
Luciano Lama, segretario tra il 1970 e il 1986

Dopo le pressioni dell'autunno caldo, nel 1970 il governo approvò lo statuto dei lavoratori. Inizialmente proposto da Giuseppe Di Vittorio e fortemente sostenuto da Giacomo Brodolini, rimane una delle principali normative per i diritti del lavoro in Italia.
Durante la segreteria di Luciano Lama la CGIL trovò unità con i sindacati scissi nel dopoguerra, formando la Federazione CGIL, CISL, UIL.
Sul fronte della politica internazionale, gli anni '70 rappresentano un decennio di slittamento ideologico del sindacato. Dopo la nascita del sindacato europeo, la confederazione europea dei sindacati, la CGIL consolida un percorso, già avviato da tempo, di avvicinamento ai sindacati del mondo capitalista e un progressivo allontanamento dal mondo sovietico. Nel 1973 i principali europei sindacati della CISL internazionale, con l'aggiunta poco tempo dopo dei sindacati cattolici della confederazione mondiale del lavoro, si uniscono nella già citata CES. La CGIL, con l'appoggio e il sostegno delle altre due unioni sindacali italiane, la CISL e la UIL, fa richiesta di entrare anch'essa. Contestualmente, durante l'VIII congresso della federazione sindacale mondiale tenutosi a Varna in Bulgaria, la CGIL cambia il proprio status con la federazione da 'affiliato' ad 'associato', allentando quindi i vincoli con l'istituzione controllata dai sovietici. Questo distanziamento dalla FSM contribuisce a superare le rimostranze, senza risolverle totalmente, della maggior parte dei sindacati europei a far entrare un sindacato comunista all'interno della confederazione. Nel 1974 la CGIL entra ufficialmente a far parte della CES.

### Gli anni '80
Gli anni ottanta furono un periodo di spaccature per la CGIL. Il decennio si aprì con l'antisindacalista marcia dei quarantamila, che segnò una divisione tra impiegati e operai.
Un'altra spaccatura nella storia del sindacato si ebbe sul "Decreto di San Valentino" del governo Craxi per il taglio della scala mobile. Sulla questione si tenne un referendum abrogativo, e la CGIL fu divisa tra la componente legata al PSI per il no e la componente comunista per il sì. Quest'ultima posizione fu la maggioritaria per il sindacato, allineatosi quindi con il PCI, mentre CISL e UIL furono contrari. L'esito del referendum fu negativo e la scala mobile fu tagliata. I disaccordi sulla questione portarono la CGIL a sciogliere la Federazione..

### Referendum 2003
Nel 2003 è l'unico dei maggiori sindacati confederali a sostenere il referendum promosso da Rifondazione Comunista per estendere le tutele previste dall'Articolo 18 dello Statuto dei Lavoratori anche ai dipendenti delle aziende più piccole, che si concluderà con il mancato raggiungimento del quorum.

### Opposizione al governo Renzi

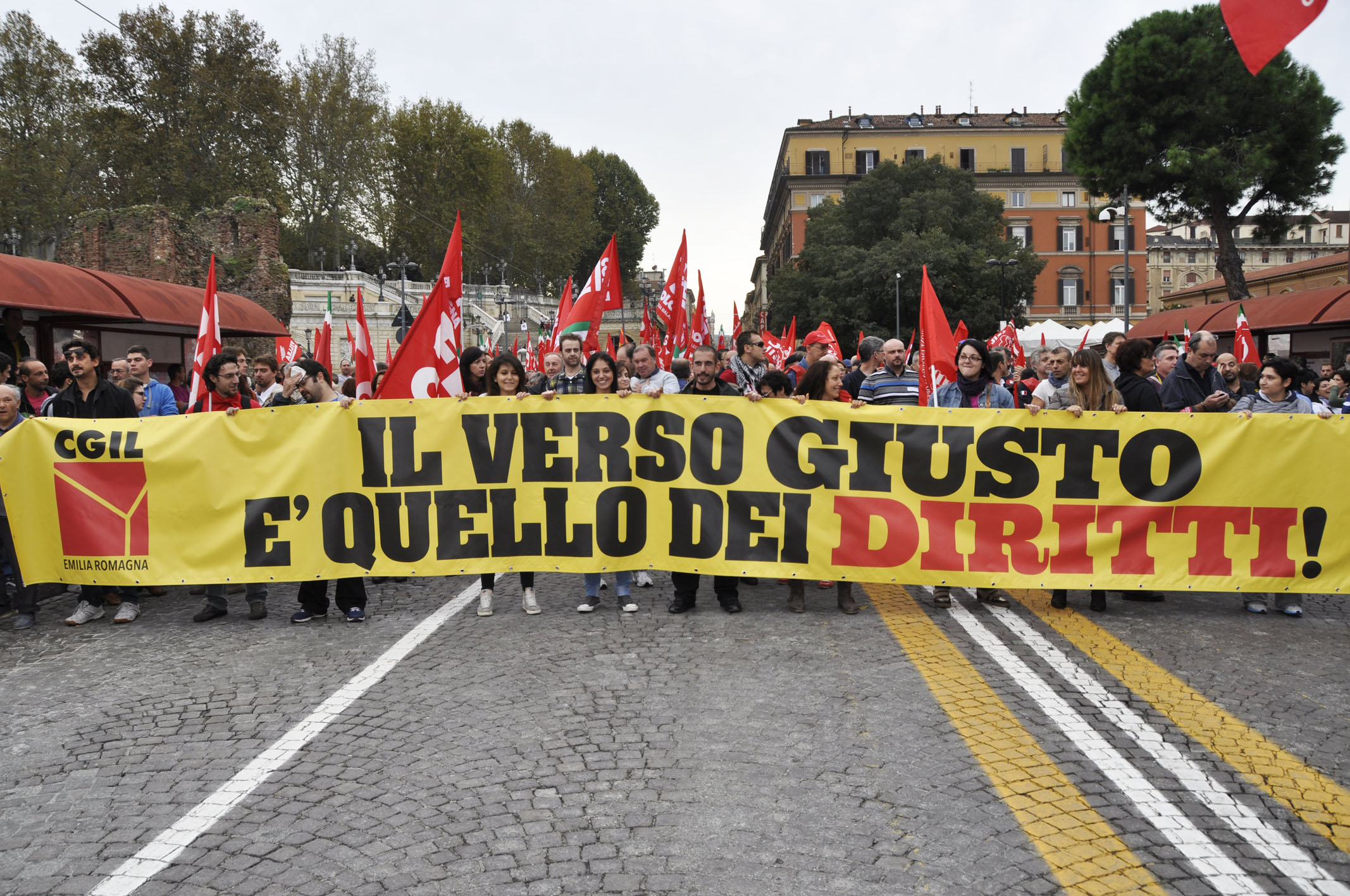
Protesta a Bologna contro il Jobs Act.

Il 25 ottobre 2014 hanno inizio le manifestazioni di piazza indette dalla CGIL contro il governo Renzi per contestarne le politiche, in particolar modo la riforma della scuola di Stefania Giannini e il Jobs Act. Il sindacato si è nuovamente posto contro il governo nel 2016, supportando il no al referendum per la riforma costituzionale Renzi-Boschi.

### Carta dei diritti universali del lavoro
Ad aprile 2016, ha avviato la raccolta di firme per una legge di iniziativa popolare verso una Carta dei Diritti universali del Lavoro. La proposta di legge è stata accompagnata dalla proposta di tre quesiti referendari, pubblicati sulla Gazzetta Ufficiale n. 69 del 23 marzo 2016:
1. La cancellazione dei cosiddetti "voucher", buoni lavoro originariamente previsti per retribuire coloro che svolgevano mansioni di breve durata (come la vendemmia) che, riformati da diverse leggi (ultima delle quali il "Jobs Act" del Governo Renzi), sono divenuti una forma di retribuzione senza contratto di lavoro anche per lavoratori non stagionali come quelli dei call-centres.[23]
2. La reintroduzione della piena responsabilità solidale in tema di appalti.
3. Una nuova tutela di reintegro nel posto di lavoro in caso di licenziamento illegittimo per tutte le aziende al disopra dei cinque dipendenti, cioè l'annullamento della legge che ha abolito l'Articolo 18 dello statuto dei lavoratori.

I tre quesiti referendari sono stati presentati con oltre tre milioni di firme, e l'11 gennaio 2017 la Corte Costituzionale ha approvato i referendum sui Buoni Lavoro e sulla Responsabilità Solidale negli appalti, respingendo quello sull'Articolo 18.
Nessuno dei referendum è mai stato però votato a causa di un decreto-legge che ha superato le norme sottoposte a referendum.
La proposta della Carta dei Diritti è una evoluzione dello Statuto dei lavoratori, esteso a tutti i lavoratori, pubblici e privati ed autonomi, e alle aziende con almeno cinque dipendenti. Nessun diritto o tutela sono previsti (o minimo accenno) in caso di demansionamento -per i lavoratori a tempo indeterminato-, o di trasferimento della sede di lavoro, trasferta o distacco, nella precedente normativa legati a «comprovate esigenze tecniche, organizzative e produttive del datore», quindi verso un sostanziale principio di non-sindacabilità delle scelte direttive ed organizzative del datore, di consolidata giurisprudenza.
La Carta dei Diritti si sviluppa in questi punti:
- Diritto ad un lavoro decente e dignitoso
- Diritto a condizioni di lavoro chiare e trasparenti
- Diritto ad un compenso equo e proporzionato
- Libertà di espressione
- Diritto a condizioni ambientali e lavorative sicure
- Diritto al riposo
- Diritto alla conciliazione tra vita familiare e vita professionale
- Diritto alle pari opportunità tra donna e uomo in materia di lavoro e professione
- Diritto a non essere discriminato nell'accesso al lavoro e nel corso del rapporto di lavoro
- Diritto di riservatezza e divieto di controlli a distanza
- Divieto del trattamento dei dati ed estensione di tutele relative alla libertà e dignità dei lavoratori
- Diritto all'informazione
- Diritto a soluzioni ragionevoli in caso di disabilità oppure di malattia di lunga durata
- Diritto di ripensamento e diritto al congruo preavviso in caso di modifiche contrattuali unilaterali
- Diritto ai saperi
- Diritto alla tutela delle invenzioni e delle opere dell'ingegno
- Tutela dei lavoratori in caso di recesso e di mancato rinnovo di contratti successivi

- Diritto al sostegno dei redditi da lavoro
- Diritto ad una adeguata tutela pensionistica
- Tutela processuale dei diritti del lavoratore
- Libertà di organizzazione sindacale, di negoziazione e di azione collettiva e di rappresentanza degli interessi del lavoro
- Istituzione della Commissione per la registrazione delle associazioni sindacali dei lavoratori e dei datori di lavoro
- Registrazione delle associazioni sindacali dei lavoratori
- Raccolta dei dati sui contributi versati dai lavoratori alle associazioni sindacali
- Costituzione delle RUS e delle RSA
- Divieto di interposizione illecita negli appalti e nei processi di articolazione dei processi produttivi di beni o servizi
- Trattamenti dei dipendenti negli appalti in situazione di dipendenza economica
- Norme in materia di solidarietà negli appalti.
- Tutele dell'occupazione in caso di successione negli appalti
- Riforma dell'art. 2112 del Codice civile nei casi di trasferimenti d'azienda
- Nuove norme in materia di processo del lavoro e di conciliazione e arbitrato nelle controversie di lavoro
- Nuova disciplina del regime delle spese nelle cause di lavoro
- Norme processuali in materia di licenziamenti

### Segreteria di Landini

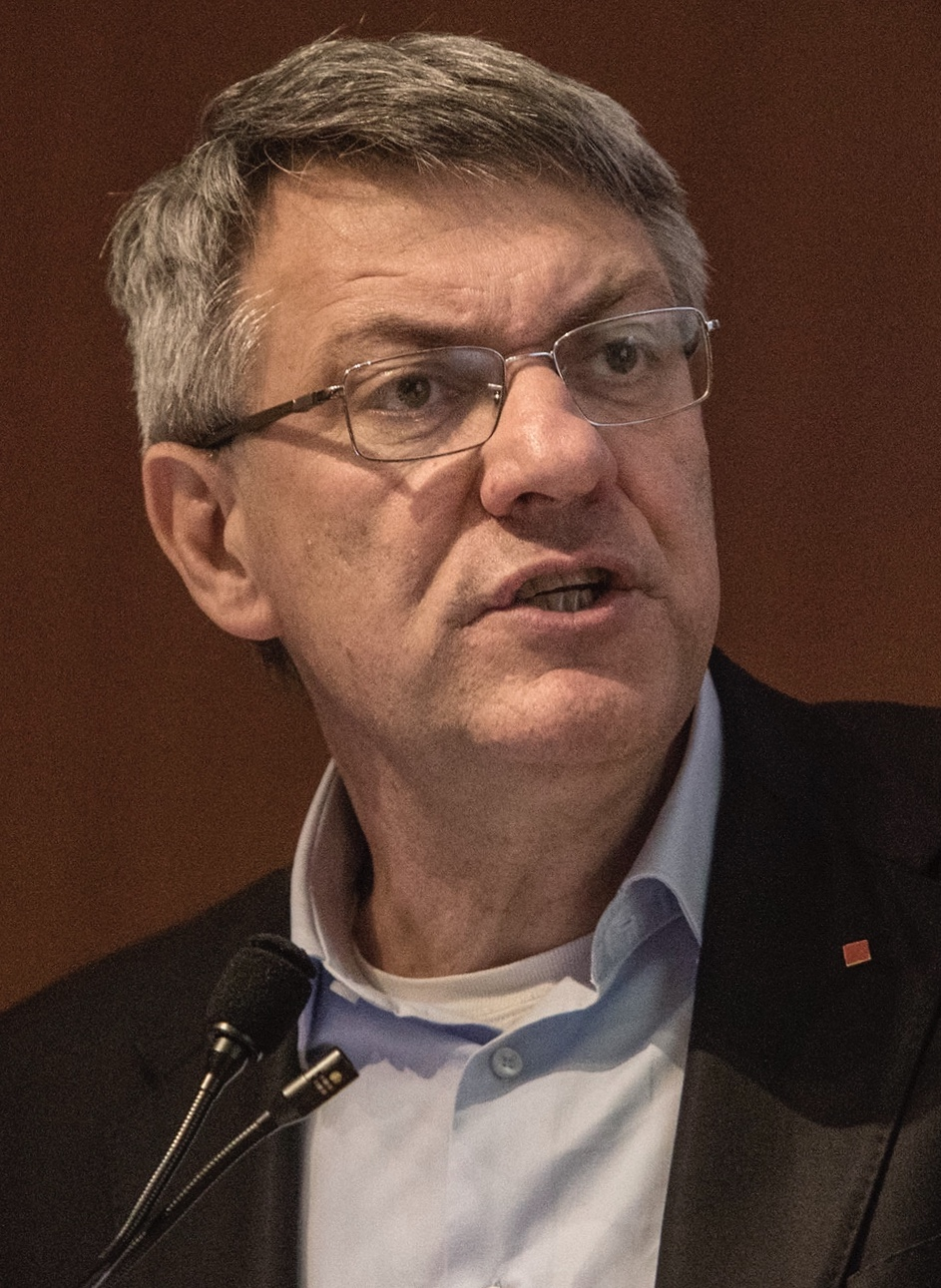
Maurizio Landini, segretario della CGIL dal 2019.

Nel 2019 Maurizio Landini viene eletto segretario generale con il 93% di voti a favore, carica riconfermata nel 2023 con il 94%. Con Landini il sindacato ha spinto la lotta al precariato e contro i tagli alla sanità pubblica.

#### Opposizione interna
1. Riconquistiamotutto! è un’area della Cgil, nata dopo il XVIII Congresso nel 2019, raccogliendo l’esperienza de “Il sindacato è un'altra cosa – opposizione Cgil”, a sua volta nata nel 2014 con il XVII Congresso.

"La ragione del percorso che abbiamo intrapreso e della decisione di organizzarci come opposizione all’interno della Cgil sta nel giudizio profondamente negativo che abbiamo maturato sulla linea politica e sull’azione concreta della Cgil in questi ultimi anni. Mentre i contratti nazionali si sono indeboliti e salari e pensioni hanno costantemente perso potere d’acquisto, sono passate gravi controriforme, dalla Fornero, alla cancellazione dell’art.18 e al Jobs act, senza una vera risposta sindacale.
Siamo per la ricostruzione di un sindacato di classe, conflittuale e democratico, indipendente dai partiti, capace di rispondere ai bisogni reali dei lavoratori e delle lavoratrici. Siamo contro la concertazione, l’unità sindacale a tutti i costi con Cisl e Uil, la subalternità alla politica.
Il nostro simbolo è un’immagine liberamente ispirata al celebre manifesto di Lissitzky, stampato nel 1920, “Con il cuneo rosso, colpisci i bianchi!” nel quale un acuto triangolo rosso, spaccandolo, penetrava profondamente in un cerchio bianco."

### Assalto alla sede CGIL nel 2021
Il 9 ottobre 2021, durante la manifestazione dei No Green Pass, un gruppo di manifestanti del partito neofascista Forza Nuova ha assaltato la sede della Confederazione Generale Italiana del Lavoro a Roma. Un corteo non autorizzato, nato per contrastare la pubblicazione del decreto-legge che obbligava l'utilizzo della certificazione verde sul luogo di lavoro, iniziò ad incamminarsi per le vie di Roma, creando scompiglio, confusione e utilizzando vari oggetti come armamento. I luoghi bersaglio furono molteplici, tra cui la sede nazionale della CGIL.

## Organizzazione
L'organizzazione della CGIL si articola in due linee: una verticale e una orizzontale, rispettivamente di categoria e intercategoriale a livello territoriale.

## Congressi nazionali
- CGIL unitaria
  - I Congresso nazionale - Firenze, 1-7 giugno 1947
  - II Congresso nazionale - Genova 4-9 ottobre 1949
- CGIL
  - III Congresso nazionale - Napoli, 26 novembre-3 dicembre 1952
  - IV Congresso nazionale - Roma, 27 febbraio-4 marzo 1956
  - V Congresso nazionale - Milano, 2-7 aprile 1960
  - VI Congresso nazionale - Bologna 31 marzo-5 aprile 1965
  - VII Congresso nazionale - Livorno, 16-21 giugno 1969
  - VIII Congresso nazionale - Bari, 2-7 luglio 1973
  - IX Congresso nazionale - Rimini, 6-11 giugno 1977
  - X Congresso nazionale - Roma, 16-21 novembre 1981
  - XI Congresso nazionale - Roma, 28 febbraio-4 marzo 1986
  - XII Congresso nazionale - Rimini, 23-27 ottobre 1991
  - XIII Congresso nazionale - Roma, 2-5 luglio 1996
  - XIV Congresso nazionale - Rimini, 6-9 febbraio 2002
  - XV Congresso nazionale - Rimini, 1-4 marzo 2006
  - XVI Congresso nazionale - Rimini, 5-8 maggio 2010
  - XVII Congresso nazionale - Rimini, 6-8 maggio 2014
  - XVIII Congresso nazionale - Bari, 22-25 gennaio 2019
  - XIX Congresso nazionale - Rimini, 15-18 marzo 2023

## Dati sugli iscritti

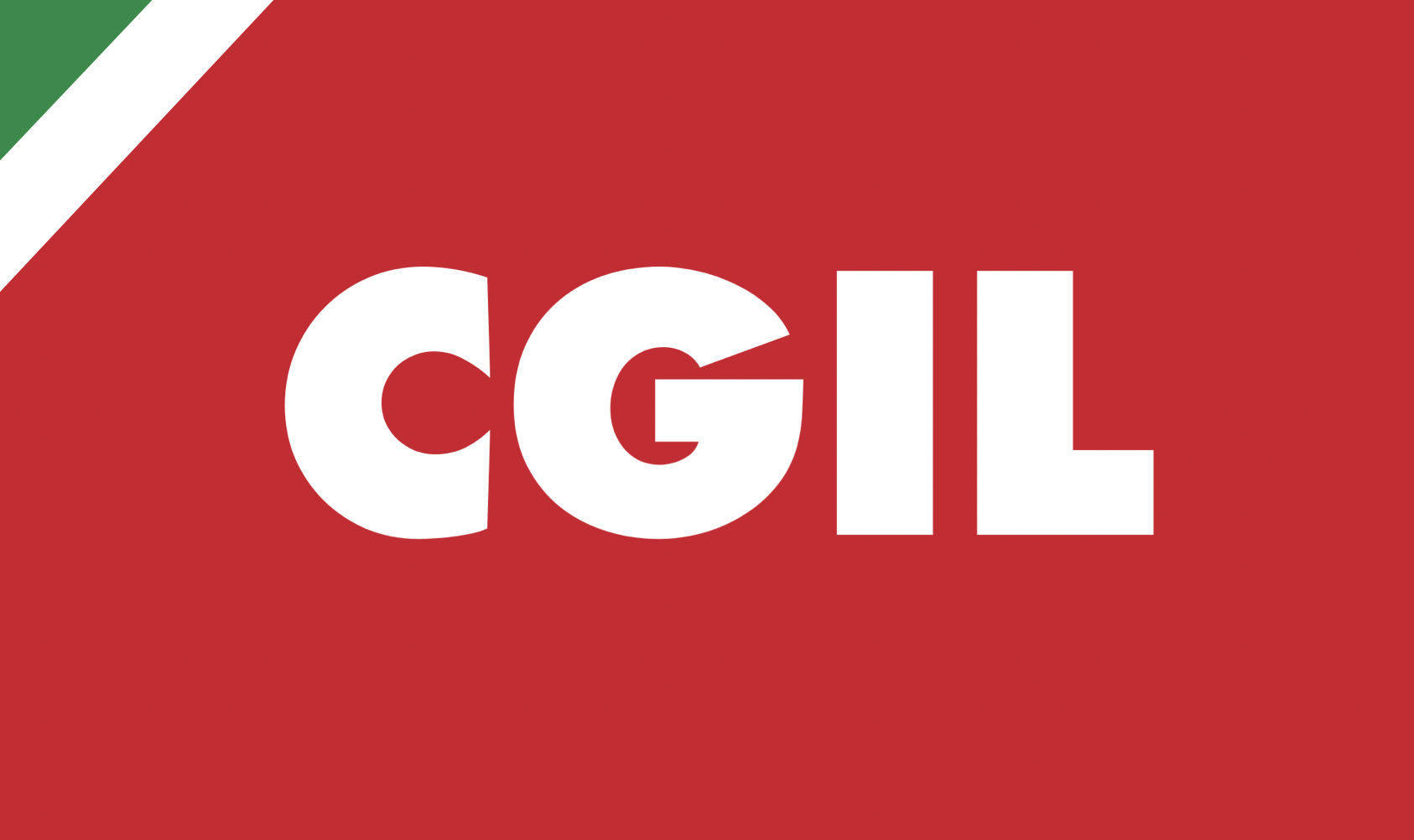
La bandiera della CGIL

Al 2014 rappresentava la maggiore confederazione sindacale italiana, con oltre 5,5 milioni di tesserati di cui quasi 3 milioni di pensionati (il 52,8% degli iscritti, ovvero 2.965.354, erano pensionati che aderivano al Sindacato pensionati italiani).
Sul tesseramente all'anno 2017 si è prodotta una polemica sui mezzi di stampa. Un'inchiesta pubblicata da Demoskopika ha rilevato un calo di 285.000 iscritti rispetto al 2015. A questo dato ha replicato la CGIL stessa rivendicando 5.518.774 iscritti al 2017. Un'elaborazione pubblicata dal sito La Voce stima il numero di iscritti 2017 a 5.197.013.
Il sito della CGIL fornisce una serie di dati storici sul tesseramento:
| Anno | Totale iscritti | Pensionati |
| ---- | --------------- | ---------- |
| 2000 | 5.310.747       | 2.854.876  |
| 2001 | 5.351.359       | 2.883.459  |
| 2002 | 5.409.588       | 2.891.620  |
| 2003 | 5.458.710       | 2.894.616  |
| 2004 | 5.522.557       | 2.926.473  |
| 2005 | 5.542.677       | 2.899.388  |
| 2006 | 5.566.609       | 2.879.511  |
| 2007 | 5.604.741       | 2.886.628  |
| 2008 | 5.635.100       | 2.881.060  |
| 2009 | 5.983.311       | 2.887.511  |
| 2010 | 5.634.229       | 2.832.217  |
| 2011 | 5.644.603       | 2.790.293  |
| 2012 | 5.670.362       | 2.751.868  |
| 2013 | 5.639.097       | 2.735.161  |
| 2014 | 5.210.055       | 2.712.923  |
| 2015 | 5.482.401       | 2.674.571  |
| 2016 | 5.462.082       | 2.863.318  |
| 2017 | 5.199.730       | 2.545.000  |
| 2018 | 5.131.230       | 2.507.175  |
| 2019 | 5.346.571       | 2.652.272  |
| 2020 | 5.295.616       | 2.593.614  |
| 2021 | 5.195.710       | 2.575.436  |
| 2022 | 5.168.924       | 2.524.292  |
| 2023 | 5.149.885       | 2.467.080  |
| 2024 | 5.172.844       | 2.419.020  |

## Federazioni di categoria
| Logo | Nome                                                                                         | Abbreviazione | Fondazione |
| ---- | -------------------------------------------------------------------------------------------- | ------------- | ---------- |
|      | Federazione Impiegati Operai Metallurgici                                                    | FIOM          | 1901       |
|      | Sindacato pensionati italiani                                                                | SPI           | 1949       |
|      | Federazione lavoratori dell'agro-industria                                                   | FLAI          | 1988       |
|      | Federazione italiana dei lavoratori del legno, dell'edilizia, industrie affini ed estrattive | FILLEA        | 1944       |
|      | Federazione Italiana Lavoratori Trasporti                                                    | FILT          | 1980       |
|      | Federazione italiana dei lavoratori della chimica, tessili, dell'energia e delle manifatture | FILCTEM       | 2010       |
|      | Federazione italiana lavoratori commercio, albergo, mensa e servizi                          | FILCAMS       | 1960       |
|      | Federazione italiana sindacale lavoratori assicurazione e credito                            | FISAC         | 1983       |
|      | Nuove identità di lavoro                                                                     | NIDIL         | 1998       |
|      | Sindacato lavoratori della comunicazione                                                     | SLC           | 1996       |
|      | Federazione lavoratori della conoscenza                                                      | FLC           | 2004       |
|      | Funzione Pubblica                                                                            | FP            | 1980       |

## Segretari generali
| Segretario | Segretario | Segretario                       | Mandato           | Mandato           |
| Segretario | Segretario | Segretario                       | Inizio            | Fine              |
| ---------- | ---------- | -------------------------------- | ----------------- | ----------------- |
|            |            | Giuseppe Di Vittorio (1892-1957) | 3 giugno 1944     | 3 novembre 1957   |
|            |            | Agostino Novella (1905-1974)     | 3 dicembre 1957   | 24 marzo 1970     |
|            |            | Luciano Lama (1921-1996)         | 24 marzo 1970     | 28 febbraio 1986  |
|            |            | Antonio Pizzinato (1932)         | 11 marzo 1986     | 29 novembre 1988  |
|            |            | Bruno Trentin (1926-2007)        | 29 novembre 1988  | 29 giugno 1994    |
|            |            | Sergio Cofferati (1948)          | 29 giugno 1994    | 20 settembre 2002 |
|            |            | Guglielmo Epifani (1950-2021)    | 20 settembre 2002 | 3 novembre 2010   |
|            |            | Susanna Camusso (1955)           | 3 novembre 2010   | 29 gennaio 2019   |
|            |            | Maurizio Landini (1961)          | 29 gennaio 2019   | in carica         |

## Associazioni collegate
| Logo | Nome                                                                         | Abbreviazione    |
| ---- | ---------------------------------------------------------------------------- | ---------------- |
|      | Associazione Nazionale Partigiani d'Italia                                   | ANPI             |
|      | Associazione sindacale dei Lavoratori Produttori Agroalimentari e Ambientali | ALPAA            |
|      | Associazione generale quadri, professionisti e alte professionalità          | APIQA            |
|      | Autogestione servizi                                                         | Auser            |
|      | Sindacato unitario inquilini e assegnatari                                   | SUNIA            |
|      | Sindacato italiano lavoratori di polizia per la CGIL                         | SILP             |
|      | Sindacato Italiano Lavoratori Finanzieri                                     | SILF             |
|      | Sindacato Italiano Lavoratori Arma dei Carabinieri                           | SILCA            |
|      | Sindacato Italiano Lavoratori Militari dell'Esercito                         | SILME            |
|      | Sindacato Aeronautica Militare                                               | SIAM             |
|      | Sindacato Italiano Lavoratori Militari Marina                                | SILMM            |
|      | Associazione per la difesa dei consumatori                                   | Federconsumatori |
|      | Unione degli universitari                                                    | UDU              |
|      | Rete degli studenti medi                                                     | RSM              |
|      | Fondazione Giuseppe Di Vittorio                                              | FDV              |
|      | Istituto ricerche economiche e sociali                                       | IRES             |
|      | Federazione Italiana Tempo Libero                                            | FITeL            |

## Stampa
Dal 1955 al 2020 l'organo ufficiale è stato Rassegna Sindacale. Dal 1º maggio 2020, Rassegna Sindacale e Radio Articolo1 vengono sostituiti dalla rivista online Collettiva.
La CGIL possiede la casa editrice Futura Editrice.